# Église Sainte-Anne de Lardiers
L'église Sainte-Anne est une église catholique située à Lardiers, en France.

## Localisation
L'église est située dans le département français des Alpes-de-Haute-Provence, sur la commune de Lardiers.

## Historique
L'édifice est classé au titre des monuments historiques en 1978.